# 李敏华
李敏华（1917年11月2日—2013年1月19日），女，江苏苏州人，中国固体力学专家，中国科学院力学研究所研究员，中国科学院院士。

## 生平
1940年毕业于西南联合大学。1945年和1948年先后在美国麻省理工学院获硕士学位和博士学位。1980年当选为中国科学院院士（学部委员）。